# Holzkirchen (Haute-Bavière)
Pour les articles homonymes, voir Holzkirchen.
Holzkirchen est un bourg allemand de près de 16 000 habitants, la plus peuplée de l'arrondissement de Miesbach en Bavière.

Situation de Holzkirchen (en rouge) dans l'arrondissement de Miesbach

À Holzkirchen se situait l'emplacement de l'une des principales stations de transmission de Radio Free Europe. Les transmissions ont commencé en 1951 pour que les citoyens d'Europe orientale aient des nouvelles de l'Europe occidentale. Les émetteurs avaient une puissance de 250 kilowatts. La station a été démantelée en 2004.
Aujourd'hui, Holzkirchen est bien connue comme un centre de recherche pharmaceutique. Les laboratoires européens de Sandoz et Hexal sont situés dans la zone industrielle.

## Galerie

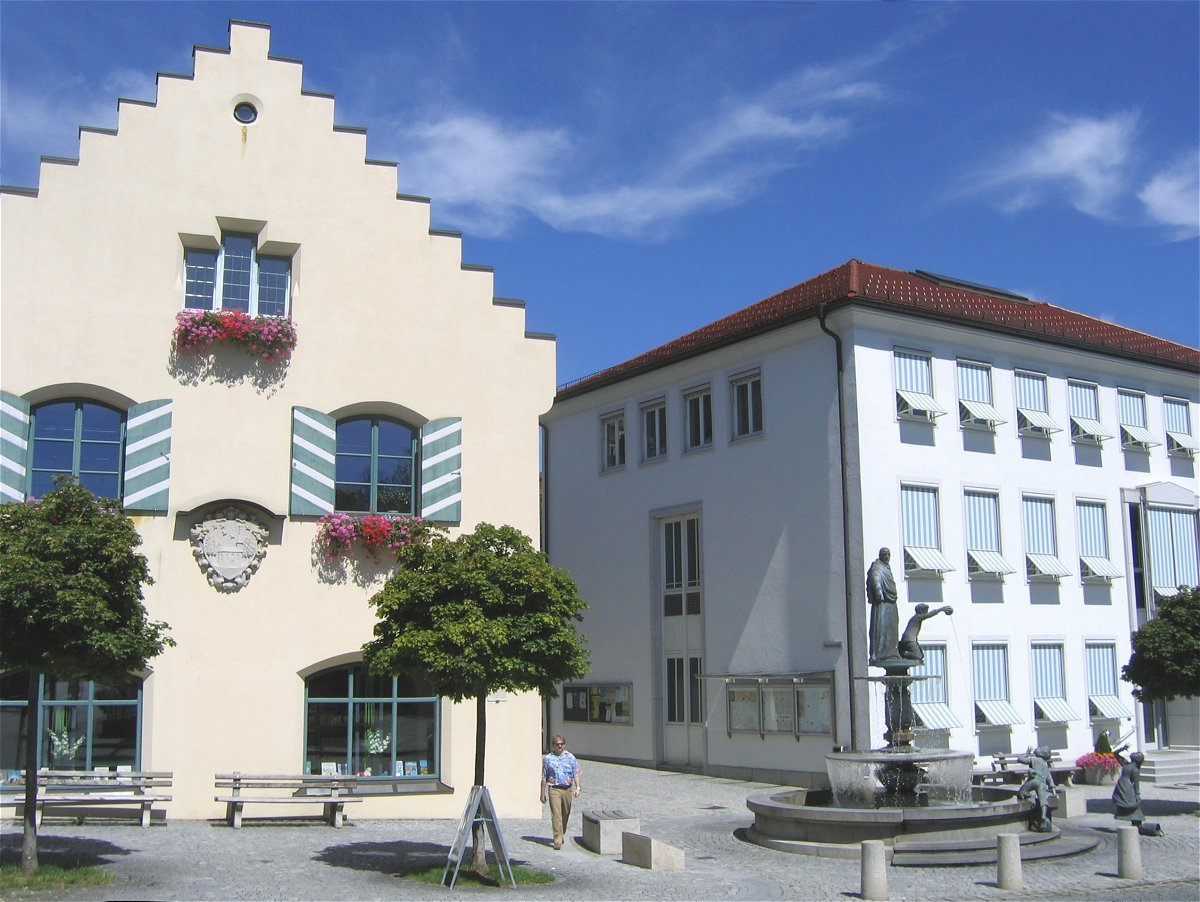
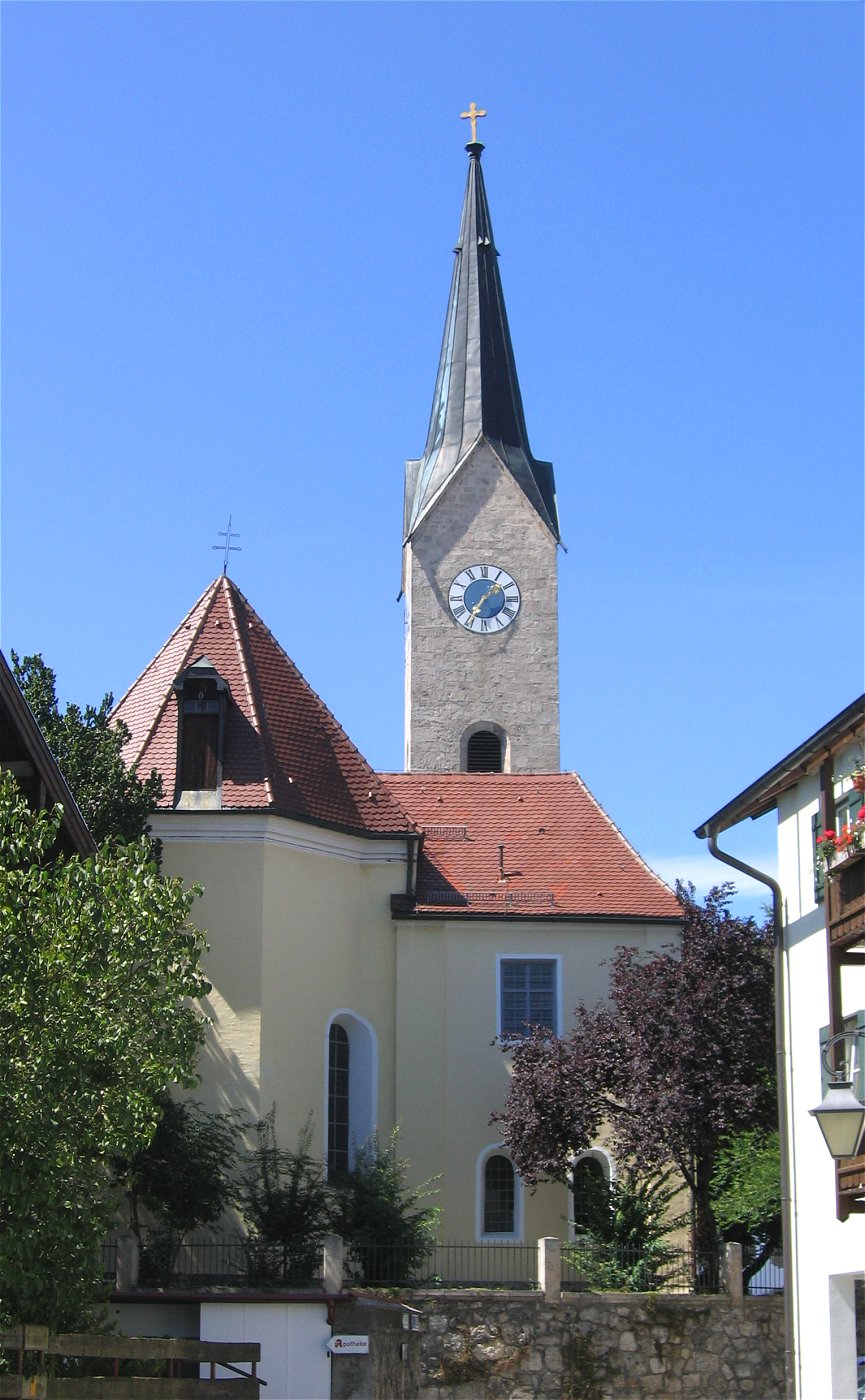

## Démographie
| 1840  | 1871  | 1900  | 1925  | 1939  | 1950  | 1961  | 1970  | 1987   |
| ----- | ----- | ----- | ----- | ----- | ----- | ----- | ----- | ------ |
| 1 841 | 2 289 | 3 246 | 3 956 | 4 531 | 6 908 | 6 849 | 8 125 | 10 788 |

| 2000   | 2005   | 2009   | - | - | - | - | - | - |
| ------ | ------ | ------ | - | - | - | - | - | - |
| 14 737 | 15 189 | 15 329 | - | - | - | - | - | - |